# Shelton, Bedford
Shelton är en by i civil parish Dean and Shelton, i kommunen Borough of Bedford i grevskapet Bedfordshire i England. Byn är belägen 19 km från Bedford. Shelton var en civil parish fram till 1934 när blev den en del av Dean and Shelton. Civil parish hade 101 invånare år 1931. Byn nämndes i Domedagsboken (Domesday Book) år 1086, och kallades då Eseltone.